# Атанас-Мановата къща
Атанас-Мановата къща е предвъзрожденска къща от средата на XVII в. в село Жеравна, паметник на културата.
Тя е един от най-ранните запазени примери за къща от жеравненския тип старопланинска къща. Конструкцията ѝ е изградена изцяло от дърво, а подовете са измазани с червена пръст, смесена със слама. Състои се от две помещения – пруст и къщи (одая), свързани са с врата помежду си. Височината на помещенията – от пода до долната греда на тавана, е 160 cm.